# Luciano Kulczewski
Luciano Kulczewski García (Temuco, 10 de enero de 1896 - Santiago, 20 de septiembre de 1972) fue un arquitecto y diseñador chileno. Entre sus obras se encuentran el Colegio de Arquitectos de Chile, la Piscina Escolar de la Universidad de Chile, el acceso al funicular del cerro San Cristóbal, la Casa de los Torreones en el barrio Lastarria así como las poblaciones Keller, Los Castaños y Virginia Opazo.

## Biografía
Fue hijo de Luisa García Rodríguez, originaria de Concepción, y de Boleslaw Eugène Kulczewski, un ingeniero francés nacido en Argel en 1849, descendiente a su vez de Antoni (Antoine) Kulczewski, un ingeniero civil polaco y miembro de la Legión Extranjera Francesa en la campaña de Argelia en 1831.
Hizo sus estudios secundarios en el Instituto Nacional de Santiago, en donde tuvo de profesor de lengua castellana al expresidente de la República de Chile Pedro Aguirre Cerda. Entre 1913 y 1919 estudió en la Universidad de Chile donde obtuvo en tres ocasiones medallas en los salones del Museo de Bellas Artes de Chile. En 1916, cuando aún era estudiante, diseñó su primera obra: la casa en el N°1854 la calle Agustinas, en Santiago.
Es considerado uno de los fundadores del Partido Socialista. En 1938 formó parte de la campaña del Frente Popular liderada por Pedro Aguirre Cerda, quien fue anteriormente su profesor de castellano.

### Matrimonio e hijos
Luciano Kulczewski García se casó con Lucía Yánquez Cerda, con quien tuvo dos hijos, Jaime y Mireya  Kulezenski (actriz).

## Estilo y construcciones

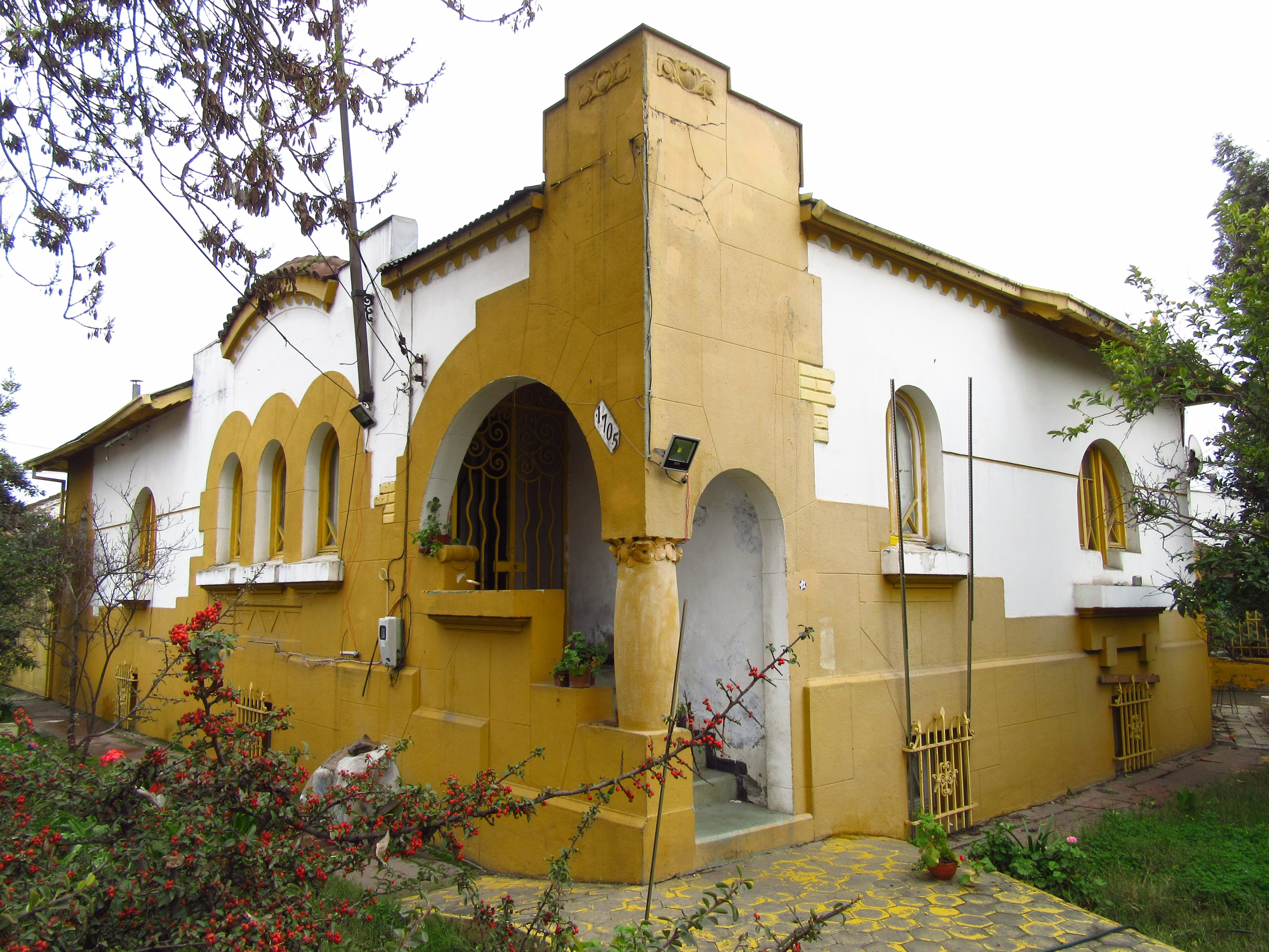
Casa en la Población Los Castaños, Santiago.

Sus obras se caracterizan por una ecléctica mixtura de influencias donde pueden hallarse elementos desde el neogótico al Art Nouveau así como ciertos rasgos del incipiente Movimiento Moderno. 
En 1938 lidera la campaña para presidente de Pedro Aguirre Cerda en el Frente Popular. El presidente había sido su profesor de castellano en el Instituto Nacional. Las actividades políticas no eran ajenas a Kulczewski, ya que siendo estudiante integraba el movimiento socialista de la Federación de Estudiantes de la Universidad de Chile, y él mismo se consideraba uno de los "catorce" fundadores del Partido Socialista. 
Gracias al triunfo de Aguirre Cerda, es nombrado en enero de 1939, Administrador de la Caja de Seguro Obrero Obligatorio, cargo que ocupó hasta febrero de 1940. En ese período lidera la construcción en el norte de Chile de una serie de conjuntos habitacionales colectivos para obreros, como una medida para paliar la crisis de salubridad en la vivienda de la clase obrera. 
Los bloques en altura media conocidos como los "colectivos", fueron emplazados en Arica, Iquique, Tocopilla y Antofagasta, y marcaron un precedente inédito en la renovación moderna del habitar aplicado al ambiente desértico del norte chileno. Los proyectos fueron desarrollados en el taller de arquitectura de la Caja de Seguro Obrero, bajo las indicaciones del Administrador, en conjunto con el jefe de la oficina de arquitectura de la institución, el arquitecto Aquiles Zentilli, y marcan con fuerza el periodo de producción racionalista de Kulczewski.
Kulczewski falleció en Santiago el 20 de septiembre de 1972, siendo sus cenizas repartidas entre el cementerio Père-Lachaise de París y el Cerro San Cristóbal en Santiago.

## Obras

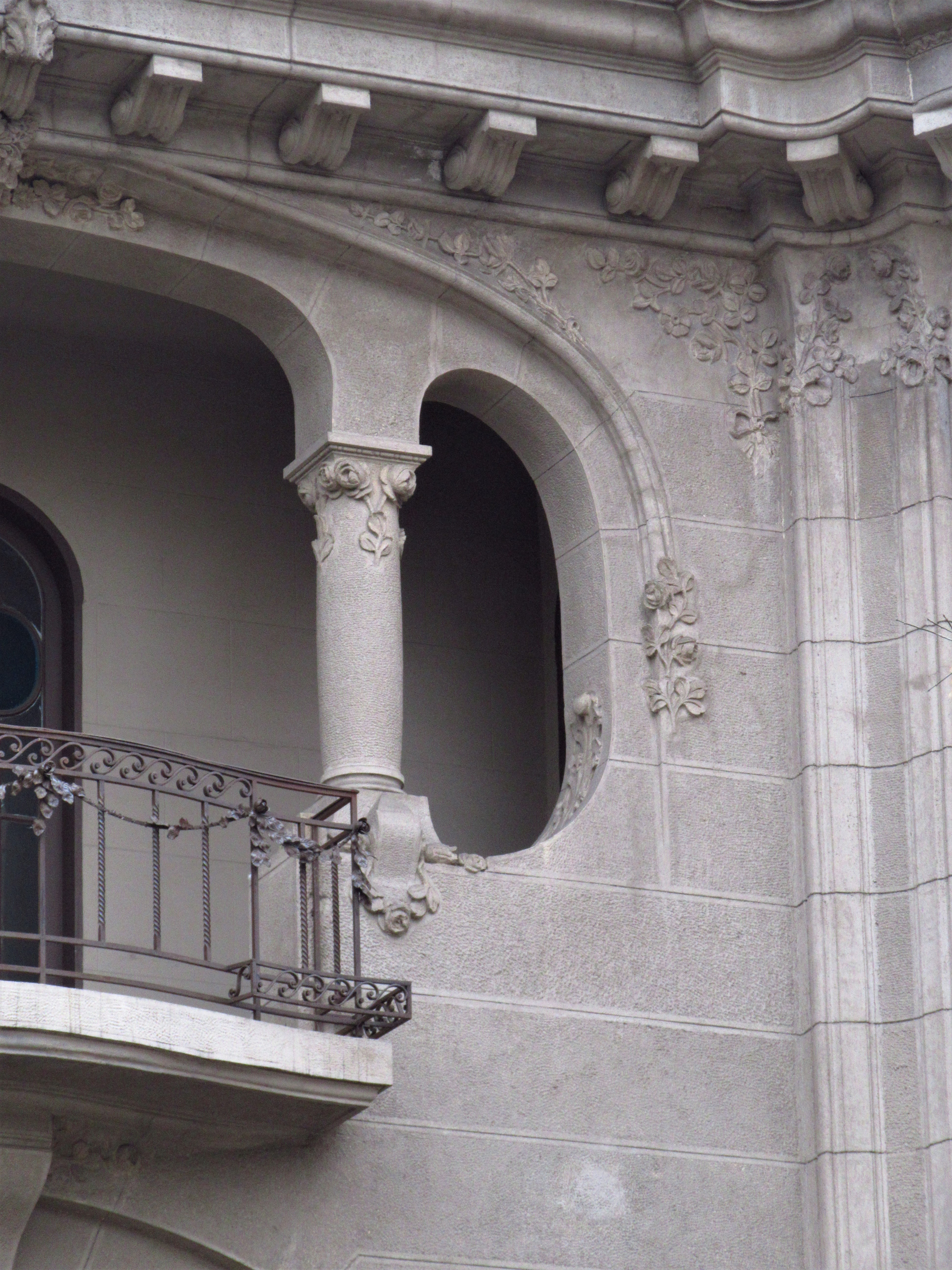
Detalle del Colegio de Arquitectos de Chile en la avenida Libertador Bernardo O'Higgins.

- Casa avenida Agustinas n.º 1854 (1917), Santiago.
- Acceso al Funicular, Casino Cumbre, Casa de las Arañas y otras obras (1922-1924), Parque Metropolitano y Cerro San Cristóbal, Santiago (Monumento Histórico).
- Estadio de la Policía (Parque de los Reyes) [demolido].
- Población Los Castaños, Comuna de Independencia, Santiago.
- Sede Nacional del Colegio de Arquitectos de Chile, ex-casas paradas (1922), Avenida Libertador Bernardo O'Higgins N.º 115, Santiago; Monumento Nacional/CMN 2010).
- Conjunto Virginia Opazo, ex urbanización Quinta Meiggs, Santiago.
- Población Keller (1925), Comuna de Providencia, Santiago.
- Casa Buzeta (1926), Avenida Libertador Bernardo O’Higgins 2136, Santiago.
- Edificio de departamentos (1927), Merced N.º 84, Santiago.
- Población Militar Leopoldo Urrutia (1927), Comuna de Ñuñoa, Santiago.
- Edificio de departamentos (1928), Merced № 268, Santiago.
- Piscina Escolar (1929), Avenida Santa María N.º 983, Santiago.
- Casa de los Torreones (Casa Taller), calle Estados Unidos Nº 201 (1930), barrio Lastarria de Santiago.
- Diseño del logo del Partido Socialista de Chile (1933).
- Casa Dagorret (1935), Providencia No 701, Comuna de Providencia, Santiago.
- Casa Los 3 Antonios con Duble Almeyda (1939).
- Población Madrid, barrio Matta, Santiago.
- "Colectivos Obreros" (1939-1942), en Arica, Iquique, Tocopilla y Antofagasta.
- Edificio El Cuervo, Avenida Libertador Bernardo O'Higgins N.º 250, Santiago.
- Pabellón de Enología, Avenida Matucana 272, Quinta Normal.
- Casa, Calle Antonio Bellet 258, Providencia [demolida].
- Casas paradas, Avenida Providencia con Parque Bustamante, Providencia.[3]